# Elymus pulanensis
Elymus pulanensis är en gräsart som först beskrevs av Hsi Lin g Yang, och fick sitt nu gällande namn av Shou Liang Chen. Elymus pulanensis ingår i släktet elmar, och familjen gräs.
Artens utbredningsområde är Tibet. Inga underarter finns listade i Catalogue of Life.